# Hodejov
Hodejov (bis 1927 slowakisch „Hodejovo“; ungarisch Várgede) ist eine Gemeinde in der Süd-Mitte der Slowakei mit 1513 Einwohnern (Stand 31. Dezember 2024), die im Okres Rimavská Sobota, einem Kreis des Banskobystrický kraj liegt und zur Landschaft Gemer gezählt wird.

## Geographie
Die Gemeinde befindet sich beidseitig des Flüsschens Gortva, einem Zufluss der Rimava. Die Landschaft geht vom Talkessel Juhoslovenská kotlina nördlich des Ortes in das Bergland Cerová vrchovina weiter südlich. Das Ortszentrum liegt auf einer Höhe von 207 m n.m. und ist 18 Kilometer von Rimavská Sobota sowie 23 Kilometer von Fiľakovo entfernt.

## Geschichte
Der Ort wurde zum ersten Mal 1280 als Gede schriftlich erwähnt und entwickelte sich aus einer Siedlung unterhalb einer Burgstätte, an deren Stelle im späten 13. Jahrhundert eine Burg errichtet wurde. Bedeutende Herren des Dorfes sowie der Burg stammten aus den Geschlechtern Ilsvay, Palóczy, Ország sowie Kubínyi. Die Burg samt Dorf wurde 1571 von den Türken erobert und zerstört.
1828 sind in Hodejov 77 Häuser und 713 Einwohner verzeichnet, die in Landwirtschaft, Zünften sowie Maurerei beschäftigt waren.
Bis 1918/1919 gehörte der im Komitat Gemer und Kleinhont liegende Ort zum Königreich Ungarn und kam danach zur Tschechoslowakei bzw. heute Slowakei. 1938–45 lag er auf Grund des Ersten Wiener Schiedsspruchs noch einmal in Ungarn.
1959 wurde das Dorf Čierny Potok, bis dahin Teil von Hodejov, selbständig.

## Bevölkerung
| Jahr                | 1994 | 2004    | 2014     | 2024    |
| ------------------- | ---- | ------- | -------- | ------- |
| Anzahl der Personen | 1319 | 1379    | 1637     | 1513    |
| Unterschied         |      | +4,54 % | +18,70 % | −7,57 % |

| Jahr                | 2023 | 2024    |
| ------------------- | ---- | ------- |
| Anzahl der Personen | 1509 | 1513    |
| Unterschied         |      | +0,26 % |

Ergebnisse nach der Volkszählung 2001 (1387 Einwohner):
| Nach Ethnie: - 64,34 % Magyaren - 25,31 % Slowaken - 9,66 % Roma - 0,14 % Tschechen | Nach Konfession: - 87,09 % römisch-katholisch - 7,57 % konfessionslos - 1,87 % evangelisch - 1,66 % keine Angabe |

## Sehenswürdigkeiten
- römisch-katholische Katharinenkirche im klassizistischen Stil aus dem Jahr 1826
- evangelische Kirche aus dem Jahr 1901
- Ruinen der Burg Hodejov auf einem Hügel und der kleinen Annakapelle
- Museum der Region Gortva-Tal (slowakisch Múzeum regiónu Údolie Gortvy), im ehemaligen Landschloss untergebracht